# Nécropole de Boljuni
La nécropole de Boljuni se trouve en Bosnie-Herzégovine, sur le territoire du village de Bjelojevići et dans la municipalité de Stolac. Elle abrite 274 stećci, un type particulier de tombes médiévales tombes médiévales élevées par les Valaques. Elle est inscrite sur la liste des monuments nationaux de Bosnie-Herzégovine et fait partie des 22 sites bosniens inscrits au patrimoine mondial de l'UNESCO au sein des «  cimetières de tombes médiévales stećci ».